# Aagje Deken
Agathe (Aagje) Deken, född 10 december 1741 i Amstelveen, död 14 november 1804 i Haag, var en nederländsk diktare och författare. Hon var medförfattare till en mängd romaner och andra böcker, skrivna tillsammans med hennes väninna Betje Wolff under sent 1700- och tidigt 1800-tal.

## Biografi
Aagje Deken blev som fyraåring föräldralös. Hon växte upp på ett barnhem i Amsterdam, där hon fick en gedigen utbildning. Därefter förtjänade hon sitt levebröd som sällskapsdam och började publicera dikter.
Agathe Deken och Betje Wolff möttes 1776. När Wolffs man dog följande år flyttade damerna ihop och därefter gjorde de allt tillsammans. De skrev ihop, men exakt hur rollfördelningen i skrivandet såg ut framgår inte riktigt. Deras mest kända roman var Sara Burgerhart. Enligt en vän kompletterade de varandra lika väl som olja och vinäger – "tillsammans blir det en god sås".
Det har spekulerats en del i om Wolff och Deken haft ett sexuellt förhållande, men så tycks inte vara fallet. Istället kan deras platonska förhållande ha varit ett sätt att efterlikna dåtidens heterosexuella äktenskap vars funktion var att undertrycka lust för att på så sätt bli dygdig.
Deken och Wolff var politiskt engagerade i en patriotisk rörelse som den lokala ståthållaren (stadhouder, motsvarande landshövding) inte tyckte om, och rörelsens förehavanden stoppades år 1787. Därefter lämnade Deken och Wolff Nederländerna, och med en fransk väninna flyttade de till Trévoux i Frankrike. Flykten till Frankrike var inte bara på grund av politiska orsaker utan även för att den franska naturen verkade bättre för hälsan. 

## Författarskap och eftermäle
Agathe Deken skrev mycket religiösa sånger, vilka andas en mild och allvarlig fromhet. Även Liederen voor den boerenstand (1804) och Iets voor ouderen en kinderen (1805) skattas mycket högt.
Dekens och Wolffs första gemensamma framgångsrika verk var Economische liedjes (1781). Denna innehöll enkla sånger menade som uppmuntran åt det arbetande folket, där man kunde läsa att hårt arbete var en form av fosterlandskärlek och bra för Nederländernas ekonomi.
Även övriga verk av Deken och Wolff hade den sortens budskap. Författarna lät genom sina romaner läsarna fundera over frågor som uppfostran, fosterlandskärlek och nyttan och onyttan med religion.
Deken har fått nedslagskratern Deken på planeten Venus uppkallad efter sig.

### Publikationer tillsammans med Betje Wolff
- 1777 - Brieven
- 1779 - Het nut der Vaderlandsche Maatschappye van Redery en Koophandel, opgerecht te Hoorn
- 1779 - Nederlands verpligting tot het handhaven der nuttige maatschappyen en genootschappen in ons vaderland. Inzonderheid haare betrekking hebbende op den oeconomischen tak en de Vaderlandsche Maatschappy te Hoorn
- 1780-1781 - Brieven over verscheiden onderwerpen
- 1781 - Onderwyzend gesprek, over het geloof en de zedenleer der Christenen; in negen-en-twintig lessen
- 1781 - Economische liedjes
- 1782 - Twaalf leerredenen en eenige gebeden, ten gebruike van den gemeenen man
- 1782 - Historie van mejuffrouw Sara Burgerhart
- 1784 - Fabelen
- 1784-1785 - Historie van den heer Willem Leevend
- 1787-1789 - Brieven van Abraham Blankaart
- 1789 - Wandelingen door Bourgogne
- 1793-1796 - Historie van mejuffrouw Cornelia Wildschut; of, De gevolgen der opvoeding
- 1798 - Gedichten en liedjens voor het vaderland; benevens eene aanspraak aan het Bataafsche Volk
- 1802 - Geschrift eener bejaarde vrouw